# Trung tâm thành phố (Seoul)
Thành phố Trung tâm là một khu phức hợp các tòa nhà ở Seoul, Hàn Quốc.
Thành phố Trung tâm, ban đầu được gọi là Nhà ga Tổng hợp Seoul (서울 종합 터미날), được quy hoạch thành một bến xe buýt liên tỉnh mới vào giữa những năm 1970. Kế hoạch ban đầu đã được thay đổi để phù hợp với các tuyến xe buýt tốc hành tuyến Honam và Yeongdong do khu vực lân cận là Bến xe buýt tốc hành Seoul quá đông đúc. Tập đoàn Yul San đã mua khu nhà ga từ chính quyền Thành phố Seoul vào năm 1977. Việc xây dựng thực tế bắt đầu vào tháng 12 năm 1994. Thành phố Trung tâm mở cửa vào ngày 1 tháng 9 năm 1999. Năm 2012, Tập đoàn Shinsegae mua 60,02% cổ phần của Thành phố Trung tâm.
Thành phố Trung tâm bao gồm ba khu thương mại: bến xe buýt, cửa hàng bách hóa và trung tâm mua sắm. Trong số các tòa nhà này có khách sạn JW Marriott Hotel Seoul, nhà ga trung tâm thành phố, rạp chiếu phim Megabox, hiệu sách Shinsegae và Bandinlunis.

## Nhà ga trung tâm thành phố
Đặc điểm chính của khu phức hợp này là bến xe buýt. Nhà ga trung tâm Thành phố, được hiển thị là 서울 호남 (Seoul-Honam) hoặc 센트럴 (Trung tâm) trên vé, là cửa ngõ chính cho các tuyến xe buýt tốc hành từ Jeolla và một phần của vùng Chungcheong. Thành phố Trung tâm được phục vụ bởi các tuyến xe buýt nhanh và xe buýt liên tỉnh sau
| Điểm đến              | Qua                                       | Thời gian chuyến |
| --------------------- | ----------------------------------------- | ---------------- |
| Gwangju               | Jeongan SA                                | 5-30 phút.       |
| Jeonju                | Jeongan SA, Honamjeilmun (gate)           | 5-20 phút.       |
| Iksan                 | Jeongan SA, Palbong-dong, Iksan Ind. Zone | 30 phút.         |
| Gunsan                | Jeongan SA, Daeya                         | 15-30 phút.      |
| Jeongeup              | Jeongan SA, Taein                         | 40-50 phút.      |
| Namwon                | Jeongan SA                                | 40-80 phút.      |
| Gimje                 | Jeongan SA, Jeonbuk Inno. City, Aetong-ri | 4 /ngày          |
| Jinan                 | Ancheon                                   | 2 /ngày          |
| Sunchang              | Gangjin (Jeollabuk-do)                    | 5 /ngày          |
| Gochang               | Heungdeok                                 | 45-60 phút.      |
| Buan                  |                                           | 45-60 phút.      |
| Mokpo                 | Jeongan SA                                | 30-40 phút.      |
| Damyang               | Jeongan SA                                | 4 /ngày          |
| Yeosu                 | Jeongan SA, Yeocheon                      | 40-60 phút.      |
| Suncheon              | Jeongan SA, Suncheon Univ.                | 30-40 phút.      |
| Gangjin, Jeollanam-do | Jeongan SA                                | 6 /ngày          |
| Jido                  | Muan, Haeje                               | 2 /ngày          |
| Yuseong, Daejeon      |                                           | 15 phút.         |
| Yeonmudae             | Jeongan SA, Nonsan                        | 40-45 phút.      |